# Lepiota apatelia
Lepiota apatelia är en svampart som tillhör divisionen basidiesvampar, och som beskrevs av Else C. Vellinga och Huiser. Lepiota apatelia ingår i släktet Lepiota, och familjen Agaricaceae. Arten har ej påträffats i Sverige.